# Cycas brachycantha
Cycas brachycantha es una especie de Cycadopsida del género Cycas, de la familia Cycadaceae, del orden Cycadales.

## Distribución
Cycas brachycantha se distribuye por Vietnam (Bac Kan).

## Taxonomía
Fue descrita científicamente por K.D.Hill, T.H.Nguyên & P.K.Lôc Fue publicado por primera vez en K.D.Hill, T.H.Nguyên & P.K.Lôc. In: Bot. Rev. (Lancaster) 70(2): 155-157, fig. 6. (2004).